# Johann Georg Volland
Johann Georg Volland (* 12. November 1763; † 24. November 1818 in Sondershausen) war Oberbürgermeister der Haupt- und Residenzstadt Sondershausen.

## Leben
Johann Georg Volland wurde 1763 als Sohn des Johann Wilhelm Andreas Volland (geb. 1736) in Sondershausen geboren. Zunächst betätigte er sich in der Stadt als Kauf- und Handelsmann, womit er zu einigem Wohlstand und Ansehen gelangte. Um 1805 wurde er zum Oberbürgermeister der Stadt Sondershausen gewählt.

## Familie
Johann Georg Volland war der Enkel des Kirchen- und Konsistorialrates Christian Wilhelm Volland und gehörte somit der Familie Volland an. Er heiratete in Sondershausen Caroline Friedericke Heisin. Sein Sohn war der Gutsbesitzer Friedrich von Volland (1793–1868). Weiterhin ist er ein Anverwandter des Komponisten und Dichters Friedrich Wilhelm August Volland (1774–1841).
| Vorgänger                | Amt                                                 | Nachfolger   |
| ------------------------ | --------------------------------------------------- | ------------ |
| Christoph Mathias Finken | Bürgermeister der Stadt Sondershausen 1805 bis 1810 | Carl Bertram |

| Personendaten    | Personendaten                       |
| ---------------- | ----------------------------------- |
| NAME             | Volland, Johann Georg               |
| KURZBESCHREIBUNG | Oberbürgermeister von Sondershausen |
| GEBURTSDATUM     | 12. November 1763                   |
| STERBEDATUM      | 24. November 1818                   |
| STERBEORT        | Sondershausen                       |